# Werner Bracht
Werner Bracht (* 5. Februar 1888 in Berlin; † 21. September 1980 in Eschweiler) war ein deutscher Jurist, Ministerialbeamter, SS-Gruppenführer und Generalleutnant der Polizei.

## Leben
Werner Bracht war der jüngere Bruder des späteren Essener Oberbürgermeisters und Reichsinnenministers im Kabinett Papen Franz Bracht. Er absolvierte nach dem Abitur ein Studium der Rechtswissenschaft und promovierte zum Dr. jur. Das Rechtsreferendariat begann er 1910. Im gleichen Jahr leistete Bracht seinen Einjährigen Dienst im 2. Leib-Husaren-Regiment „Königin Viktoria von Preußen“ Nr. 2 in Danzig-Langfuhr ab.
Ab 1914 nahm er am Ersten Weltkrieg zunächst beim Badischen Fußartillerie-Regiment Nr. 14, später beim Reserve-Infanterie-Regiment Nr. 21 teil, wurde im April 1918 zum Leutnant der Reserve befördert und mit beiden Klassen des Eisernen Kreuzes ausgezeichnet.
Nach Kriegsende trat er 1918 als Regierungsassessor in den preußischen Staatsdienst ein und wurde stellvertretender Landrat in Greifswald. Zum Regierungsassessor befördert, wurde er 1919 zum Regierungspräsidium nach Münster versetzt und 1922 zum Regierungsrat ernannt. Ab 1923 leitete er kommissarisch das Polizeiamt Mülheim/Ruhr. Zum Oberregierungsrat ernannt, wurde er 1926 Generalpolizeidezernent in Düsseldorf.
Ab 1927 war er als Generaletatreferent im Preußischen Innenministerium tätig, wo er im Jahr darauf zum Ministerialrat und 1934 zum Ministerialdirigenten ernannt wurde. Bracht, von 1926 bis 1933 Mitglied des Zentrums, trat nach der Machtergreifung der Nationalsozialisten zum 1. Mai 1933 der NSDAP bei (Mitgliedsnummer 2.579.550). Ab 1934 war er auch im Reichsministerium des Inneren tätig.
Von Juni 1936 bis August 1943 leitete er das Amt V (Verwaltung und Recht) im Hauptamt Ordnungspolizei im Rang eines Generalmajors der Polizei. Ende Oktober 1938 trat er in die SS als SS-Obersturmbannführer ein (SS-Nummer 310.475). Ab diesem Zeitpunkt gehörte er bis zum Kriegsende als SS-Führer dem Stab des Reichsführers der SS an. Am 20. April 1939 wurde er zum SS-Brigadeführer ernannt und exakt zwei Jahre später zum SS-Gruppenführer. Er wurde auch zum Generalleutnant der Polizei befördert. In Personalunion war er 1938/39 kurzzeitig Stellvertreter des Reichsstatthalters im Sudetenland, des Reichskommissars Konrad Henlein, mit dem es jedoch zu Kompetenzstreitigkeiten kam. Von Herbst 1943 bis zum Kriegsende im Mai 1945 war er Beauftragter des Reichsfinanzministers für die Überprüfung des Geschäftsganges der oberen Reichsbehörden.
Nach Kriegsende lebte Bracht in Detmold. Sein Nachlass befindet sich im Landesarchiv Nordrhein-Westfalen Abteilung Ostwestfalen-Lippe.

## Publikationen
- Alkohol, Volk, Staat; gemeinsam mit Wilhelm Messer, Reichsgesundheitsverlag Berlin 1930.
- Das preußische Polizeikostengesetz vom 2. August 1929 (GS. S. 162) nebst Ausführungs- und Nebenbestimmungen; gemeinsam mit Kurt Kottenburg, Kameradschaftsverlag Berlin 1930.
- Das Reichspolizeikostengesetz: vom 29. April 1940 - RGBl. I S. 688 - nebst Durchführungsverordnung und Nebenbestimmungen, Carl Heymann Verlag Berlin 1941.